# 瑞班维尔
瑞班维尔（法語：Jubainville，法語發音：[ʒybɛ̃vil] ⓘ）是法国大東部大區孚日省的一个市镇，属于讷沙托区。

## 地理
瑞班维尔（48°27'37"N, 5°44'35"E）面积4.33 平方千米，位于法国大東部大區孚日省，该省份为法国东北部内陆省份，北起默兹省和默尔特-摩泽尔省，西接上马恩省，南至上索恩省和贝尔福地区省，东临上莱茵省和下莱茵省。
与瑞班维尔接壤的市镇（或旧市镇、城区）包括：布里克塞-欧沙努瓦讷、索维尼、克莱雷拉科特、默兹河畔马克塞、吕普、苏洛斯苏圣埃洛夫。

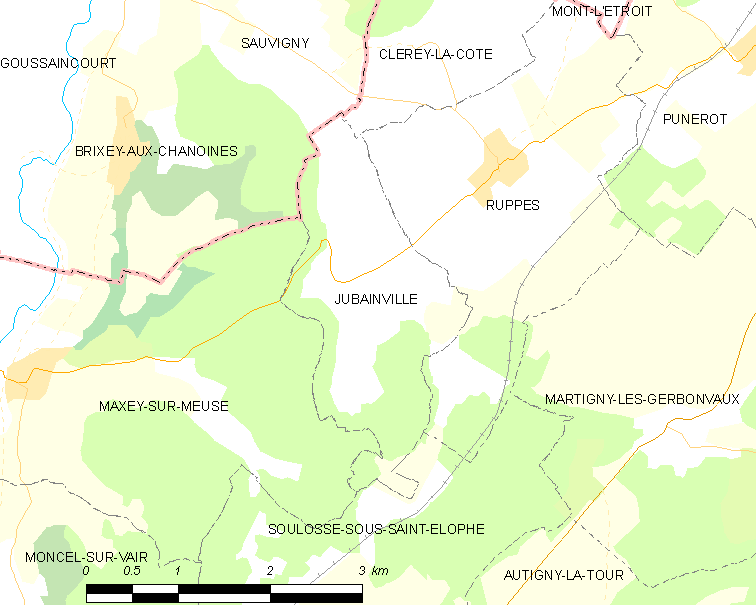
瑞班维尔的OSM定位图

瑞班维尔的时区为UTC+01:00、UTC+02:00（夏令时）。

## 行政
瑞班维尔的邮政编码为88630，INSEE市镇编码为88255。

## 政治
瑞班维尔所属的省级选区为讷沙托县。

## 人口

1962-2008年间瑞班维尔人口变化图示

瑞班维尔于2022年1月1日时的人口数量为89人。